# Mark Frost
Mark Frost (New York, 25 novembre 1953) è un regista, scrittore e sceneggiatore statunitense.

## Biografia
Figlio dell'attore Warren Frost, fratello dello scrittore Scott Frost e dell'attrice Lindsay Frost, ha studiato recitazione, regia e sceneggiatura alla Carnegie Tech a Pittsburgh.

### Il cinema
La sua fama comincia negli anni ottanta con lo spettacolo televisivo Hill Street Blues. Nel 1975 aveva scritto alcuni episodi del telefilm L'uomo da sei milioni di dollari. Nel 1986 comincia la sua collaborazione col regista David Lynch. I due lavorano su alcuni progetti che non hanno mai visto la luce tra cui Goddess, The Lemurians, e One Saliva Bubble finché nel 1989 producono l'episodio pilota del telefilm I segreti di Twin Peaks. Il telefilm va in onda per la prima volta sul canale ABC nel 1990. Frost è autore di 10 episodi della serie e regista di uno.
Insieme a Lynch crea anche la sitcom On the Air nel 1992 ed il prequel de I segreti di Twin Peaks intitolato Fuoco cammina con me. Cura inoltre la regia e la sceneggiatura del film Il mistero di Storyville. Nel 2002 scrive la sceneggiatura del film Il più bel gioco della mia vita. È anche l'autore del soggetto de I Fantastici 4 e Silver Surfer. Nel 2017 collabora, produce e realizza, insieme a David Lynch, la terza serie di Twin Peaks - Il ritorno.

### La letteratura
Nel 1993 pubblica il suo primo romanzo intitolato La congiura dei sette (The List of Seven), seguito, nel 1995, da The Six Messiahs. Pubblica inoltre il romanzo Before I Wake con lo pseudonimo di Eric Bowman nel 1997.